# Kuveždin

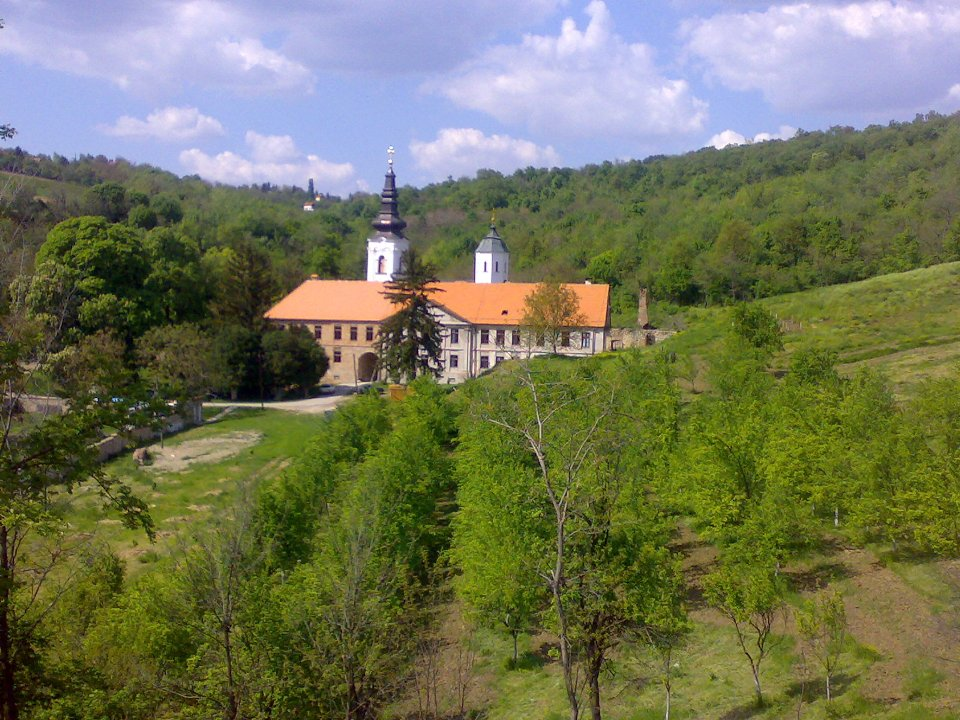
Klostret i Kuveždin

Kuveždin klostret (serbiska: Манастир Кувеждин / Manastir Kuveždin) är ett serbiskt-ortodoxt kloster på berget Fruška Gora i den norra serbiska provinsen Vojvodina. Det grundlades på 1500-talet och under 2009 har hela klostret rekonstruerats.